# 2e cérémonie des European Independent Film Critics Awards
La 2e cérémonie des European Independent Film Critics Awards, décernés par les European Independent Film Critics ont récompensé les films de cinéma diffusés en 2011.

## Palmarès
- Meilleur film : Des hommes et des dieux
- Meilleur réalisateur : Xavier Beauvois pour Des hommes et des dieux
- Meilleur producteur : Pascal Caucheteux, Etienne Comar pour Des hommes et des dieux
- Meilleur acteur : Tahar Rahim dans Un prophète
- Meilleure actrice : Carey Mulligan dans Une éducation
- Meilleur acteur dans un second rôle : Niels Arestrup dans Un prophète
- Meilleure actrice dans un second rôle : Rosamund Pike dans Une éducation
- Meilleur scénario : The Ghost Writer
- Meilleure photographie : Lebanon
- Meilleurs décors : The Man Who Will Come
- Meilleur montage : Un prophète
- Meilleure musique : The Ghost Writer
- Meilleur film international : The Social Network